# Gaston Orellana
Gaston Orellana (Valparaíso, 18 luglio 1933) è un pittore spagnolo.
Gaston Orellana è uno dei più significativi artisti spagnoli dell'ultimo dopoguerra. 
Nato a Valparaíso, in Cile, da antica famiglia spagnola dell'Estremadura, resta profondamente legato all'identità della spagnola terra di origine, anche se scorrendo l'intenso percorso della sua vita e della sua opera balza con evidenza il carattere di un internazionalismo culturale che riesce a comporre in una profonda unità operativa le più diverse esperienze che hanno segnato la sua avventurosa esistenza, condotta fra America Latina, Spagna, Stati Uniti e Europa.

## La Formazione

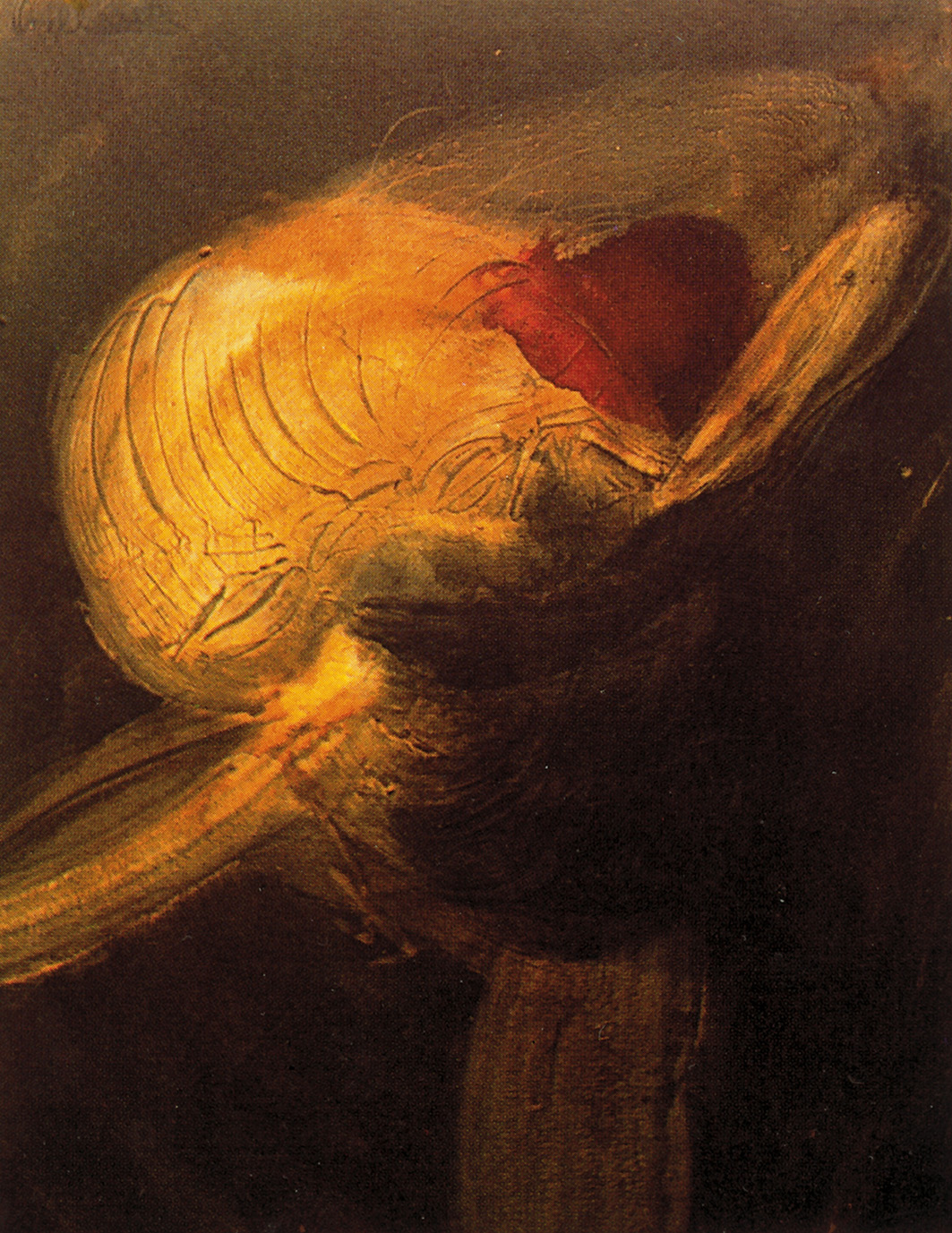
"Niño Convulsionado" 1959, collezione privata

Orellana studia Belle Arti alla Escuela Experimental de Educación Artistica nella capitale Santiago e poi continua alla Escuela de Bellas Artes de Viña del Mar. Nel 1954 Orellana incontra Pablo Neruda con chi mantiene un'intensa amicizia fino alla morte del poeta. Gli studi archeologici all'Universidad de Chile lo portano ad approfondire le componenti primarie e segniche della cultura precolombiana: tracce evocative di questa primarietà si avvertono spesso nella sua opera.
Sul finire degli anni cinquanta Orellana giunge a Madrid, in un clima in cui si incominciano a sentire, nella Spagna franchista, necessità di nuove aperture internazionali. Il giovane Orellana, fonda nel 1959 il Grupo Hondo insieme a Juan Genovés, Jose Jardiel, Fernando Mignoni, prima esperienza in Spagna della cosiddetta Nueva Figuración, movimento che avrà particolari riscontri nel generale contesto europeo.

## A New York

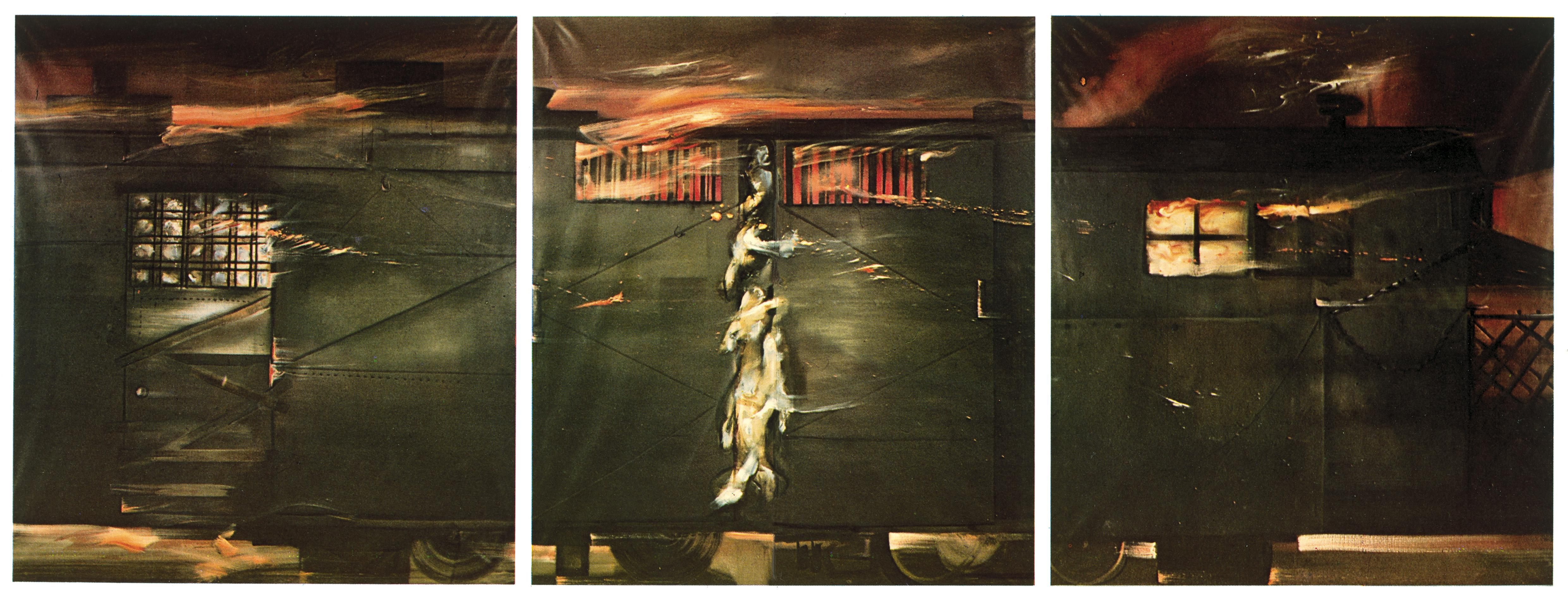
"The Train in Flames", 1969, Hirshhorn Museum and Sculpture Garden

Nel 1959 Orellana partecipa alla ben nota mostra “The New Images of Man” al MOMA. In questo clima inizia il successo internazionale di Orellana, che nel 1965 lo riporterà negli Stati Uniti, dove si stabilira per diversi anni, inserendosi nell'intenso contesto culturale newyorchese, stabilendo stretti rapporti con la cultura d'avanguardia (con rapporti da Allen Ginsberg ad Arthur Miller), con critici come James Johnson Sweeney e galleristi come Martha Jackson, partecipando ad importanti mostre in spazi pubblici e privati. La sua pittura si arricchisce particolarmente in questo contesto assumendo nuove dinamiche spaziali e nuove drammatizzazioni gestuali e materiche.

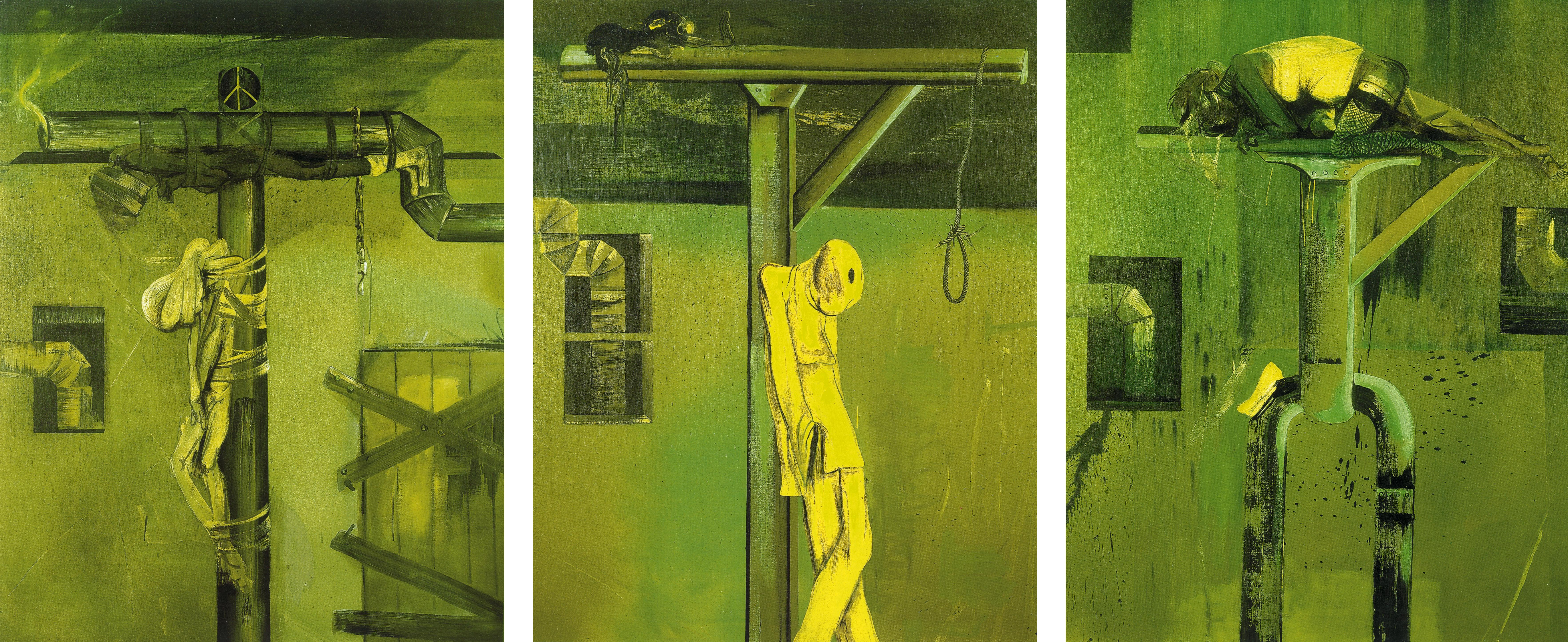
"Crucifixion no 1", 1971, Collezione d'arte contemporanea del Vaticano

Nel 1970 è invitato alla Biennale di Venezia, nel padiglione spagnolo con una mostra personale. Le opere esposte -fra cui il famoso dipinto “El tren en llamas” sono acquisite dal noto collezionista Joseph Hirshhorn per il Hirshhorn Museum and Sculpture Garden di Washington DC. I soggiorni in Italia sono occasione di numerose mostre; già nel 1970 stabilisce un rapporto con la galleria Christian Stein a Torino celebrandone una mostra nel 1972: qui incontra gli artisti dell'Arte Povera di cui apprezza particolarmente le procedure operative e i processi di concettualizzazione. In Italia, Orellana sperimenta nuove tecniche, dalla scultura in vetro (a Murano), alla ceramica (ad Albisola, in Liguria). Fra le mostre più significative di questo periodo conviene segnalare quella alla Galleria Schubert di Milano nel 1971, una presentata da Enrico Crispolti alla Galleria Rotta di Genova nel 1972, parecchie alla galleria della sua mercante di Madrid, Juana Mordo, la mostra inaugurale del Hirshhorn Museum and Sculpture Garden nel 1974, alla fiera di Basilea nel 1976, alla fondazione André Malraux a Reims nel 1977 e alla FIAC di Parigi nel 1978.

## In Europa

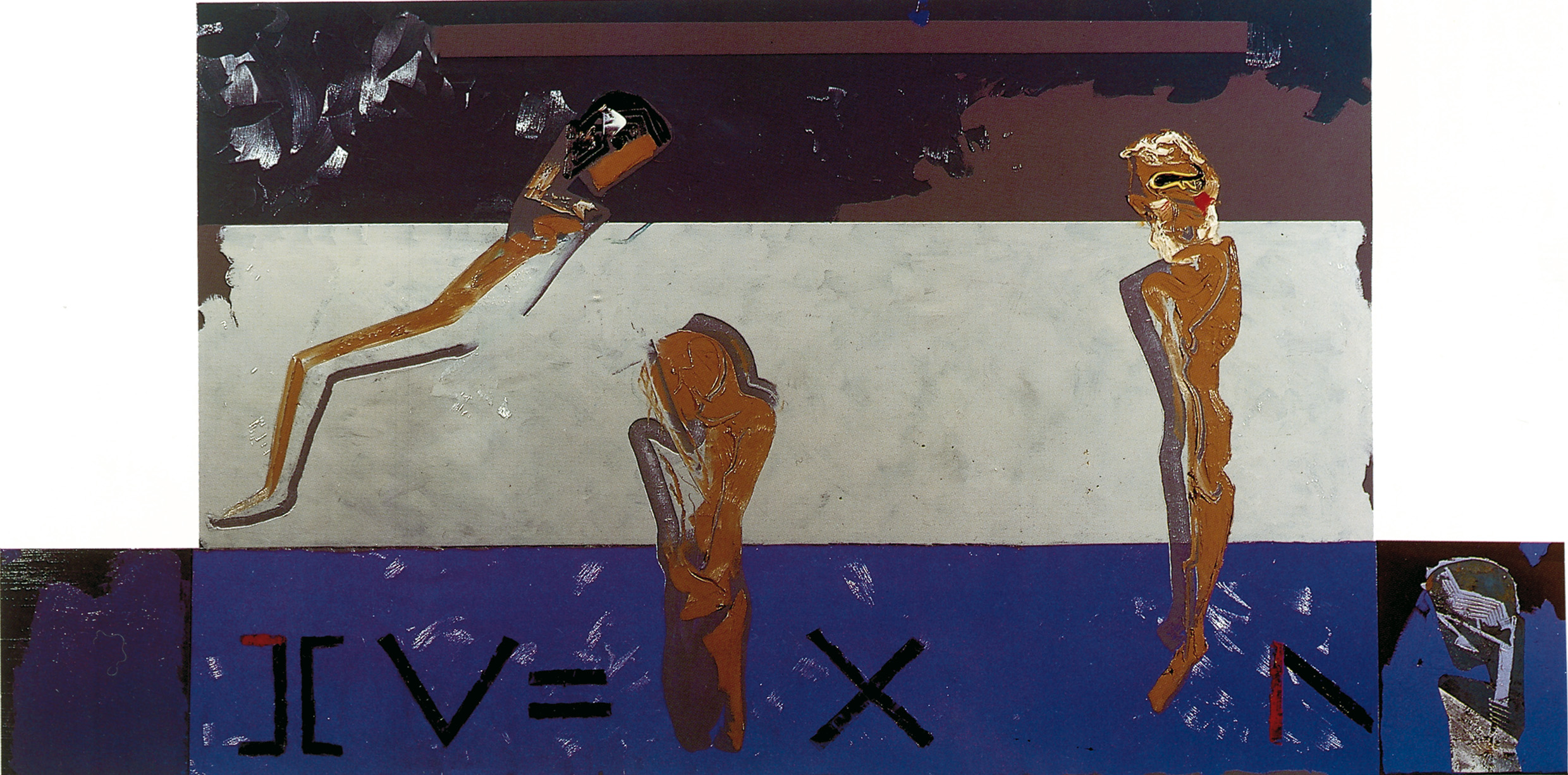
"Triptico en forma de T invertida", 1989, Taipei Fine Arts Museum, Taiwan

Nel 1986 Orellana si ristabilisce definitivamente in Europa, e a cura di Germano Beringhelli si fa una grande mostra al Museo Español de Arte Contemporaneo a Madrid. A Milano si realizzerà nel 1990 una grande mostra antologica promossa dal Comune, a cura di Tommaso Trini, nello Spazio Ansaldo, che offrirà una prospettiva complessiva sul grande lavoro condotto negli anni dall'artista e sulla sua libertà creativa, capace di piegare alle proprie esigenze espressive tanto i materiali quanto lo spazio della tela. Roberto Tassi poi presenterà nel 1993 una mostra al Taipei Fine Arts Museum a Taipei, Taiwan.

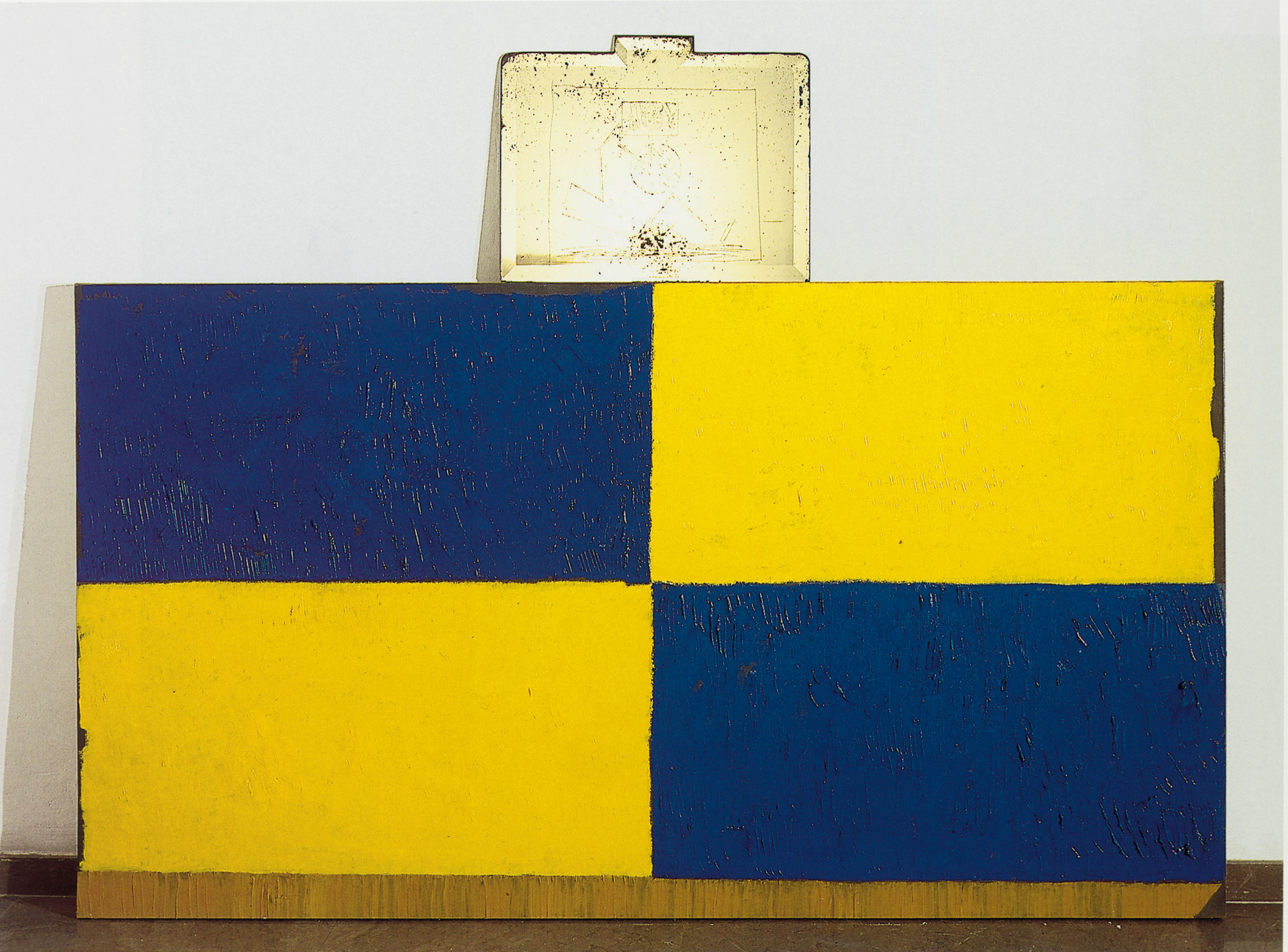
"Superpuesto n24 (basado en un tema de Paracas)", 1997, collezione Galleria Christian Stein, Milano

Nel 1995 si fece una mostra alla Casa das Artes a Vigo, in Spagna. L'importanza cardinale di questa mostra, come segnala il critico Marco Ricardo Barnatán, e che fu la prima a mostrare “il nuovo Orellana”, essendo cambiato il metodo pittorico dell'artista negli anni precedenti usando tecniche assorbite del lavoro della terracotta e anche portando il vortice dell'espressione tematica su ciò che Tommaso Trini chiama “un popolo di figure”. Nel 1999 questa rinnovata e rivoluzionaria figurazione e trattamento del soggetto fu evidenziata nella mostra "Bronx Around" nello spettacolare Centro San Francisco nell'antica città di Caceres. Il rinnovamento dell'espressione estetica di Orellana portò alla sua mercante, Christian Stein, a dichiarare all'inaugurazione del padiglione spagnolo alla Biennale di Venezia del 1995 che ”Gaston Orellana è l'artista di maggior interesse che la Spagna ha creato dopo Tàpies e Miró”. Nel 1998 la Stein fece nel suo padiglione alla fiera di ARCO, a Madrid, una mostra personale dell'artista. Nel 2005 viene esibita per prima volta l'opera "Crucifixion n1", proprietà dei Musei Vaticani nella Santa Casa di Loreto. Nello stesso anno, l'opera "La cama escarlata" (NY 1967) è inclusa nella grande mostra "Il male" alla Palazzina di Caccia di Stupinigi di Torino, curata da Vittorio Sgarbi, che comprende opere dei più significativi maestri dal Quattrocento al Novecento.
L'opera di Orellana di quest'ultimo periodo mostrano una marcata evoluzione dalle opere degli anni di New York, con colossali assemblaggi e polittici, usando una tecnica di graffito mai prima usata nella pittura, e addirittura aggiungendo dei collage di vari elementi come i metalli e specchi antichi. Mediante i dipinti sagomati a forma di lettere con la giustapposizione di più tele, Orellana sposta la pittura, dove un significato non è mai letterale, non coincide col significante, verso l'arte di oggetti che invece consente di comunicare la cosa, la letteralità della cosa in sé, pur senza abdicare all'uso delle metafore. L'italiana Jole de Sanna presenta gli ultimi lavori dell'artista nel volume 'Gaston Orellana, Orestea” dove scrive che “L'intera storia della pittura e l'esperienza dell'arte nella seconda metà del XX secolo non sfugge alla cattura di Gaston mentre svolge l'esistenza di Gaston fra i frutti di una storia civile e politica che scuotono il Sud America dei dittatori, l'Europa del dissesto e riassesto culturale e New York capitale dell'arte”.
L’Archivo Gastón Orellana, fondato nel 2018, è l’entità responsabile per la preservazione, protezione, autenticazione, catalogazione e divulgazione del lavoro artistico ed intellettuale di Gastón Orellana.